# اوکتیابر (شهرستان میشکینسکی، باشقیرستان)
اوکتیابر (انگلیسی: Oktyabr, Mishkinsky District, Republic of Bashkortostan) یک شهرک در شهرستان میشکینسکی استان باشقیرستان کشور روسیه است.